# Order Teresy
Order Teresy (niem. Theresienorden) – order kobiecy Królestwa Bawarii, ustanowiony 12 grudnia 1827 przez królową Teresę, żonę Ludwika I Wittelsbacha. Od 1919 order domowy bawarskiej gałęzi rodu Wittelsbachów (wraz z orderami św. Huberta i św. Jerzego).
Wielkie Mistrzynie/Mistrzowie
- 1827–1849 – Teresa Szarlota Wittelsbach
- 1849–1889 – Maria Fryderyka Wittelsbach
- 1889–1919 – Maria Teresa Wittelsbach
- 1819–1955 – Ruppert Maria Wittelsbach
- od 1955 – Franciszek Bonawentura Wittelsbach